# Туоро Подести (Казерта)
Туоро Подести је насеље у Италији у округу Казерта, региону Кампанија.
Према процени из 2011. у насељу је живело 65 становника. Насеље се налази на надморској висини од 336 м.